# Municipio de Portage (condado de Porter)
El municipio de Portage (en inglés: Portage Township) es un municipio ubicado en el condado de Porter en el estado estadounidense de Indiana. En el año 2010 tenía una población de 47085 habitantes y una densidad poblacional de 474,19 personas por km².

## Geografía
El municipio de Portage se encuentra ubicado en las coordenadas 41°34′40″N 87°10′33″O / 41.57778, -87.17583. Según la Oficina del Censo de los Estados Unidos, el municipio tiene una superficie total de 99.29 km², de la cual 92.29 km² corresponden a tierra firme y (7.06%) 7.01 km² es agua.

## Demografía
Según el censo de 2010, había 47085 personas residiendo en el municipio de Portage. La densidad de población era de 474,19 hab./km². De los 47085 habitantes, el municipio de Portage estaba compuesto por el 85.42% blancos, el 6.24% eran afroamericanos, el 0.38% eran amerindios, el 0.85% eran asiáticos, el 0.02% eran isleños del Pacífico, el 4.53% eran de otras razas y el 2.55% pertenecían a dos o más razas. Del total de la población el 14.76% eran hispanos o latinos de cualquier raza.